# Léon Bourgeois
Léon Victor Auguste Bourgeois, född 21 maj 1851, död 29 september 1925, var en radikal fransk politiker och jurist av judisk börd. 
Efter juridiska studier och en administrativ karriär blev Bourgeois 1886 direktör i inrikesministeriet. 1887 blev han polisprefekt i Paris. 1888 blev han deputerad för Marne, och tillhörde som sådan oppositionen mot general Georges Boulanger och anslöt sig till vänsterradikalernas parti. 1888 blev han understatssekreterare i inrikesministeriet under ministären Floquet. Han var en av de viktigaste politikerna under den tredje republiken och innehade en rad ministerposter mellan åren 1890–1917, bland annat premiärminister 1895–1896, inrikesminister 1890, 1895–1896, justitieminister 1892–1893, arbetsmarknadsminister 1912–14 utbildningsminister 1890–1896 och utrikesminister 1896, 1906, 1914. Han var 1902-03 president för deputeradekammaren, samt från 1905 senator. Dessutom utnämndes han 1903 till medlem av den internationella skiljedomstolen i Haag. Han var även Frankrikes förste delegerade vid konferenserna i Haag 1897 och 1907.
Bourgeois räknas som en av de andliga fäderna till Nationernas förbund, och var den första ordföranden för dess råd. För detta arbete mottog han Nobels fredspris 1920. 
Bland hans skrifter märks Solidarité (1896), L'éducation de la démocratie françaice (1897), Essai d'une philosophie de la solidarité (1902), samt L'oeuvre de la Sociéte de nations (1920–23).